# Racławice (województwo wielkopolskie)
Racławice – wieś w Polsce położona w województwie wielkopolskim, w powiecie ostrzeszowskim, w gminie Kraszewice.
W latach 1975–1998 miejscowość położona była w województwie kaliskim.